# Crassula hedbergii
Crassula hedbergii ist eine Pflanzenart der Gattung Dickblatt (Crassula) in der Familie der Dickblattgewächse (Crassulaceae). Das Artepitheton hedbergii ehrt den schwedischen Botaniker Karl Olov Hedberg (1923–2007) aus Uppsala, Spezialist für die ostafrikanische Vegetation.

## Beschreibung
Crassula hedbergii ähnelt Crassula granvikii. Der Blütenstiel ist kräftiger, erreicht aber nur eine Länge von etwa 1 Millimeter. Je Fruchtblatt werden sechs bis sieben, selten vier oder fünf Samen ausgebildet. Die länglichen Samen sind 0,83 bis 0,95 Millimeter lang und 0,25 bis 0,35 Millimeter breit.

## Systematik, Verbreitung und Gefährdung
Crassula hedbergii ist in Jemen und Äthiopien verbreitet.
Die Erstbeschreibung durch Gerald Ernest Wickens und Marie Bywater wurde 1980 veröffentlicht.
Ein Synonym ist Bulliarda abyssinica A.Rich. (1848).
Die Art steht auf der Roten Liste der IUCN und gilt als nicht gefährdet (Least Concern).

## Nachweise